# Josef Meisinger

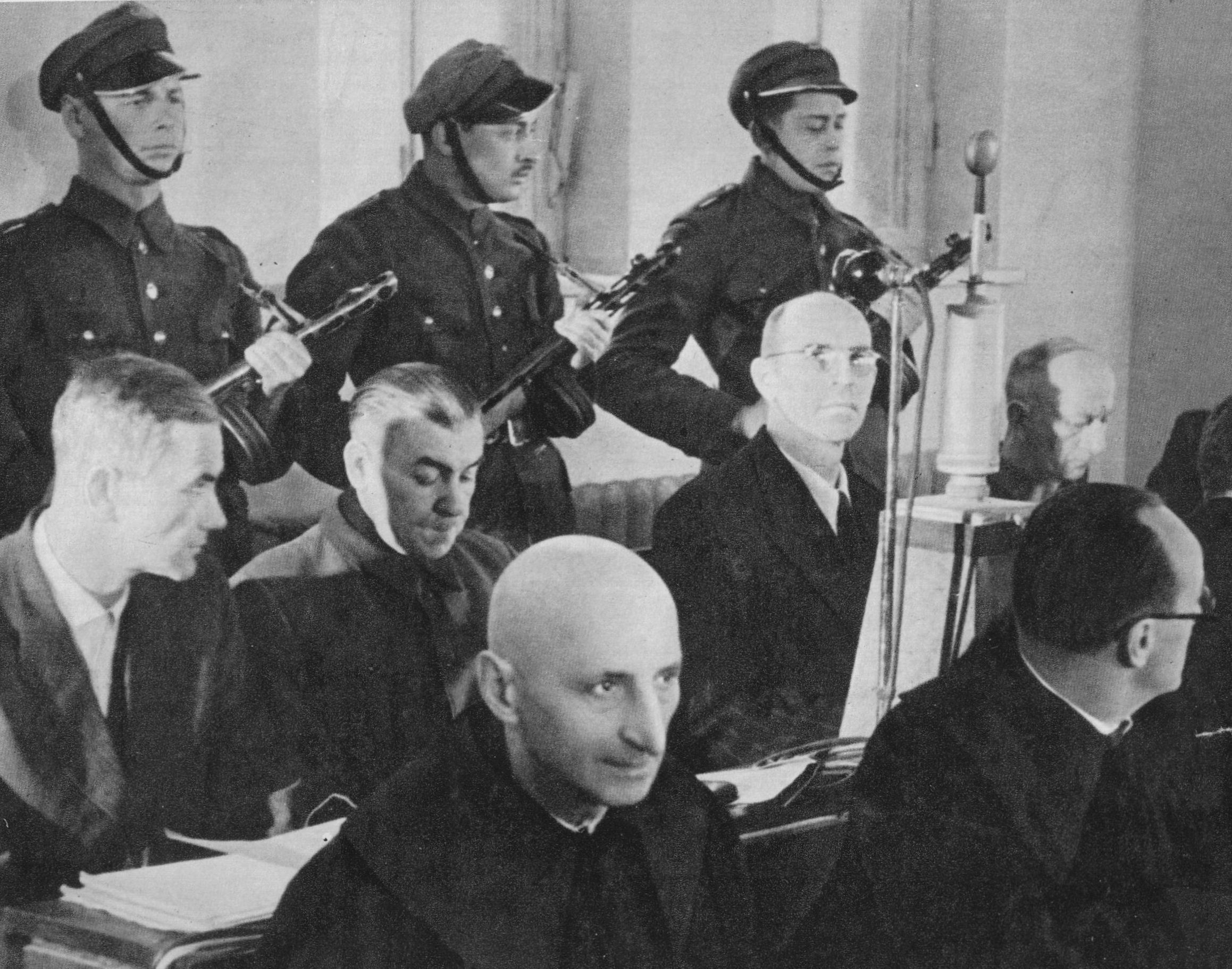
Josef Meisinger (drugi z prawej w drugim rzędzie) podczas procesu przed Najwyższym Trybunałem Narodowym w Warszawie

Josef Albert Meisinger (ur. 14 września 1899 w Monachium, zm. 7 marca 1947 w Warszawie) – zbrodniarz hitlerowski, dowódca Einsatzgruppe IV, szef SD i Policji Bezpieczeństwa (Sipo) w Warszawie oraz SS-Standartenführer.

## Życiorys
Podczas I wojny światowej walczył na froncie zachodnim (uzyskał Żelazny Krzyż II klasy). Po zakończeniu wojny wstąpił do Freikorps. Uczestniczył w puczu monachijskim za co został odznaczony Orderem Krwi. W 1933 stał się członkiem NSDAP i SS. Służył początkowo pod Reinhardem Heydrichem w bawarskiej policji politycznej (tzw. BayPoPo), a następnie w berlińskim Gestapo (był radcą kryminalnym, tzw. Kriminalrat). W latach 1938–1939 pracował w SD.
Po wybuchu II wojny światowej Meisinger został przydzielony do sztabu, a następnie został dowódcą Einsatzgruppe IV działającej w Polsce. Jej zadaniem była eksterminacja wszelkich „niepewnych politycznie” osób, takich jak polska inteligencja, duchowieństwo, ziemianie oraz Żydzi. Einsatzgruppe IV działała w rejonie Warszawy, a następnie przekształcono ją 26 października 1939 w Urząd Komendanta SD i Policji Bezpieczeństwa dystryktu warszawskiego. Szefem tego urzędu został Meisinger, który sprawował to stanowisko do marca 1941. W okresie tym zasłynął on licznymi zbrodniami popełnionymi na cywilnej ludności polskiej i żydowskiej, w tym przeprowadzeniem akcji AB oraz kierowaniem masowych egzekucji w Palmirach (liczbę ofiar tej akcji oblicza się na 1700). Meisinger ze względu na swoje okrucieństwo otrzymał nawet przydomek "Rzeźnika Warszawy".
1 stycznia 1940 awansował na stopień SS-Standartenführera. W marcu 1941 przeniesiono go do RSHA, a następnie wysłano do Japonii jako attaché policyjnego w Tokio. Na stanowisku tym pozostał aż do maja 1945, uczestnicząc w tworzeniu nierealnych planów dotyczących „rozwiązania kwestii żydowskiej”, w które zamieszane były rządy III Rzeszy i Japonii.
6 września 1945 władze amerykańskie aresztowały w Tokio Meisingera, a następnie wydały go Polsce celem osądzenia. Stanął on wraz z trzema innymi zbrodniarzami (m.in. gubernatorem dystryktu warszawskiego Ludwigiem Fischerem) przed Najwyższym Trybunałem Narodowym w Warszawie pod zarzutem popełnienia zbrodni wojennych i zbrodni przeciw ludzkości. Proces rozpoczął się 17 grudnia 1946 w sali Związku Nauczycielstwa Polskiego przy ul. Smulikowskiego 6/8.
3 marca 1947 został uznany za winnego i skazany na karę śmierci. Został stracony przez powieszenie 7 marca 1947 w więzieniu mokotowskim.

## Odznaczenia
- Order Krwi nr 374 (9 listopada 1933)
- Julleuchter SS (16 grudnia 1935)
- Krzyż Żelazny II klasy z Okuciem Ponownego Nadania
- Czarna Odznaka za Rany
- Krzyż Honorowy dla Walczących na Froncie
- Order Zasługi Wojskowej (Bawaria)